# Pia Beck
Pieternella «Pia» Beck (La Haya, 18 de septiembre de 1925—Málaga, 26 de noviembre de 2009) fue una pianista de jazz y figura LGBT neerlandesa.

## Vida y carrera profesional
Aunque no recibió formación musical en una institución, Beck poseía un talento natural para la música. A los cuatro años tocaba el acordeón, y comenzó a tocar el piano a los seis, destacando por su habilidad precoz.
Durante la Segunda Guerra Mundial, Beck fundó el grupo The Samoa Girls acompañada de las hijas de su vecino, con el que interpretaba temas clásicos y que adquirió cierta notabilidad. En mayo de 1945 entró a formar parte como vocalista y pianista del Miller Sextet; hasta que en 1949 creó su propio grupo de jazz. Cuando no se encontraba de gira, Beck tocaba en un bar del barrio de Scheveningen, en La Haya. Su primera composición, «Boogie Pia», obtuvo reconocido éxito internacional.
En el año 1952, Beck visitó por primera vez los Estados Unidos, donde actuó anualmente hasta el año 1954. Más tarde, acabaría siendo nombrada «ciudadana de honor» en las ciudades de Nueva Orleans y Atlanta. En el 1965, Beck se instalaría en la Costa del Sol (España) donde fundó su propio club de jazz en el Pasaje Begoña de Torremolinos, llamado The Blue Note, que fue frecuentado por reconocidas figuras del ámbito musical de la época como Arthur Rubinstein, Fred Astaire o Ginger Rogers. Entre sus otros proyectos, fundó una empresa inmobiliaria llamada Pía Beck Commercials, inauguró un programa de radio que se emitía en Radio Juventud de Málaga y redactó varias guías turísticas sobre España en holandés.
Es conocida como una de las mejores pianistas jazz del siglo XX.

### Activismo LGBT
En los años 70, fue la protagonista de un enfrentamiento con la activista ultraconservadora Anita Bryant por promover un concierto en Ámsterdam gracias al cual pagó un anuncio en las páginas de The New York Times en contra del discurso antihomosexual de Bryant.
Su bar de jazz, The Blue Note, formó parte del Pasaje Begoña —un reconocido callejón de Torremolinos en el que proliferaron bares de ambiente en mitad del siglo XX— desde su fundación hasta su posterior redada por la policía en 1971.

## Vida privada
Beck era lesbiana, y estuvo casada con Marga Samsonowski, con quien crio a su hijo Gino en Torremolinos. Ambas vivieron su sexualidad de forma abierta dentro del contexto de la España franquista, que consideraba la homosexualidad como un delito.